# Federación Croata de Fútbol
La Federación Croata de Fútbol (HNS) (en croata: Hrvatski nogometni savez) es el organismo encargado de la organización del fútbol en Croacia, con base en Zagreb. Fue fundada en 1912 y está afiliada a la UEFA desde 1992 y a la FIFA desde 1991 (anteriormente fue miembro de la FIFA entre 1941 y 1945).
Se encarga de la organización de la Liga y la Copa de Croacia, así como los partidos de la Selección de fútbol de Croacia en sus distintas categorías.

## Historia
La Federación Croata de Fútbol se fundó el 13 de junio de 1912 y en septiembre de ese año creó la primera liga del país. El campeonato se paralizó en 1914 con el estallido de la Primera Guerra Mundial. La guerra supuso la caída del Imperio austrohúngaro y el nacimiento del Reino de los Serbios, Croatas y Eslovenos, por lo que la HNS se incorporó a la nueva Federación Yugoslava de Fútbol, que se había fundado en 1919 y cuya sede estaba en Zagreb.
Durante la Segunda Guerra Mundial se creó el Estado Independiente de Croacia, lo que permitió a la Federación Croata ser reconocida internacionalmente, ingresando en la FIFA el 17 de julio de 1941. En 1945, tras finalizar la guerra y con la creación de la nueva República de Yugoslavia, la HNS volvió a integrarse en la Federación Yugoslava de Fútbol.
Tras la independencia de Croacia en 1991, nuevamente la HNS fue reconocida internacionalmente, ingresando como miembro de pleno derecho de la FIFA el 3 de julio de 2002 y un año después fue admitida por la UEFA.
En 2002 la Federación Croata presentó una candidatura conjunta con Bosnia para albergar la Eurocopa 2008 que finalmente no fue elegida.
Nuevamente, en julio de 2005 la Federación Croata, junto con la Federación Húngara, presentó formalmente a la UEFA su candidatura para organizar la Eurocopa 2012. A pesar de pasar el corte con Italia y Polonia-Ucrania, la canditura húngaro-croata no obtuvo ningún voto en la elección final.

## Presidentes
Los tres primeros presidentes entre 1912-1919 fueron jefes de las secciones de fútbol dentro de la Federación de Deportes de Croacia, el órgano de gobierno deportivo superior en Croacia, que era en ese entonces una provincia dentro de Austria-Hungría. Tras la Primera Guerra Mundial y la formación del Reino de Yugoslavia la organización se restableció en Zagreb en 1919 como la Asociación de Fútbol de Yugoslavia y diseñado como un órgano de gobierno a nivel nacional. Su sede se trasladó a la capital de Yugoslavia, Belgrado, diez años más tarde, en 1929. Aunque continuaron existiendo subfederaciones a nivel local en los años 1920 y 1930, no hubo ninguna organización regional independiente que regulase el fútbol en Croacia entre 1919 y 1939, por lo que hubo un paréntesis de 20 años.
En 1939 la Banovina de Croacia fue creada como una provincia autónoma dentro de Yugoslavia, y se estableció una nueva federación provincial que llevaba el nombre de la federación de fútbol actual. Ivo Kraljević dirigió este organismo entre 1939 y 1941.
Después de la invasión de Yugoslavia de abril de 1941 por el Estado Independiente de Croacia (NDH), se fundó un estado títere del Eje en la mayor parte del territorio de la actual Croacia y Bosnia y Herzegovina. Así, la federación de fútbol con sede en Zagreb comenzó a gobernar el fútbol en todo el territorio del NDH y siguió organizando campeonatos de liga a nivel nacional durante la Segunda Guerra Mundial. Durante este período la NDH fue admitida en la FIFA y organizó 14 encuentros amistosos internacionales que involucraron a Croacia. Los presidentes del NDH entre 1941 y 1945 dirigieron la federación durante este periodo.
Después de 1945 y el establecimiento del comunismo en la República Federal Socialista de Yugoslavia, la federación croata volvió a ser uno de sus federaciones regionales, encargados del fútbol en la República Socialista de Croacia, que se convirtió en una de las seis repúblicas federales de Yugoslavia. Los presidentes de 1945-1990 se dirigieron la federación en este periodo.
Lista de presidentes 1912–1990
| - Milovan Zoričić (1912–1914) - Vladimir Očić (1914) - Milan Graf (1914–1919) - Ivo Kraljević (1939–1941) - Rudolf Hitrec (1941–1942) - Vatroslav Petek (1942–1944) - Rinaldo Čulić (1944–1945) - Mijo Hršak (1945–1947) | - Lazo Vračarić (1947–1950) - Boris Bakrač (1950–1953) - Vlado Ranogajec (1953–1957) - Mirko Oklobdžija (1957–1959) - Pero Splivalo (1959–1965) - Luka Bajakić (1965–1966) - Bruno Knežević (1966–1971) - Ivan Kolić (1971–1976) | - Vlado Bogatec (1976–1978) - Ljubo Španjol (1978–1981) - Željko Huber (1981–1982) - Dušan Veselinović (1982–1984) - Milivoj Ražov (1984–1985) - Adam Sušanj (1985–1986) - Antun Ćilić (1986–1988) - Paško Viđak (1988–1990) |

Después de que Croacia proclamase su independencia en 1991 y se produjese la desintegración de Yugoslavia, la federación croata se convirtió en el órgano rector del fútbol de la nueva nación independiente. El país fue reconocido internacionalmente a principios de 1992, y la HNS fue admitido a la FIFA (de nuevo) en julio de 1992 y en la UEFA en junio de 1993.
Lista de presidentes 1990–presente
| - Mladen Vedriš (septiembre de 1990 – julio de 1994) - Damir Matovinović (8 de julio de 1994 – 10 de marzo de 1995) - Đuro Brodarac (10 de marzo de 1995 – 8 de junio de 1995) - Nadan Vidošević (8 de junio de 1995 – 17 de agosto de 1996) | - Josip Šoić (17 de agosto de 1996 – 2 de junio de 1997) - Branko Mikša (2 de junio de 1997 – 5 de octubre de 1998) - Vlatko Marković (18 de diciembre de 1998 – 5 de julio de 2012) - Davor Šuker (5 de julio de 2012 – presente) |